# Kontraktlogistik
Unter Kontraktlogistik wird ein Geschäftsmodell im Rahmen des Supply-Chain-Managements verstanden, das auf einer langfristigen, arbeitsteiligen Kooperation zwischen einem Hersteller oder Händler von Gütern und einem Logistikdienstleister basiert, die durch einen Dienstleistungsvertrag (Kontrakt) geregelt ist, ein erhebliches Geschäftsvolumen umfasst und individuell ausgestaltet ist.
Kontraktlogistik-Dienstleister übernehmen logistische und logistiknahe Aufgaben entlang der Wertschöpfungskette und stellen das Bindeglied zwischen sämtlichen Wertkettenbeteiligten dar. Daher rührt die Bezeichnung Systemdienstleister, die äquivalent zu Kontraktlogistik-Dienstleister verwendet wird. Logistikdienstleister sind in das Wertkettensystem integriert.

## Merkmale der Kontraktlogistik
Der Begriff der Kontraktlogistik ist auch nach mehr als 10 Jahren wissenschaftlicher Diskussion immer noch nicht eindeutig definiert. Dies liegt zum einen daran, dass die Übergänge zu anderen Marktsegmenten der Logistik teilweise fließend sind und zum anderen sowohl in der Wissenschaft als auch in der Praxis immer noch unterschiedliche Sichtweisen vorliegen. Dennoch hat sich in den letzten Jahren für den Begriff der Kontraktlogistik eine pragmatische Abgrenzung über konstitutive Merkmale herauskristallisiert: Die Kontraktlogistik zeichnet sich demnach aus durch die Integration mehrerer logistischer Leistungen, einen hohen Individualisierungsgrad des Leistungspakets, ein gewisses Mindest-Geschäftsvolumen sowie eine langfristige vertragliche Absicherung der Geschäftsbeziehung.

### Integration mehrerer logistischer Leistungen
Es handelt sich bei der Kontraktlogistik um Leistungen, die nicht nur logistische Basisaktivitäten wie Transport, Umschlag oder Lagerhaltung (TUL) umfassen, sondern mehrere logistische Funktionen zu Leistungspaketen mit erhöhter Komplexität und Problemlösungsfähigkeit integrieren. Es werden dabei vielfach logistische Zusatzleistungen (wie z. B. Auftragsabwicklung, Sendungsverfolgung) oder auch nicht-logistische Zusatzleistungen (wie z. B. einfache Montagetätigkeiten, Qualitätsprüfung) hinzugezogen, die das Ziel verfolgen einen zusätzlichen Mehrwert für den Kunden zu generieren.

### Hoher Individualisierungsgrad der Leistung
In der Kontraktlogistik werden die Leistungen den individuellen Bedürfnissen des jeweiligen Kontraktgebers angepasst und in einer individuell ausgestalteten Weise erbracht. Durch die starke Integration in die Wertschöpfungsketten der Kunden und den hohen Individualisierungsgrad ist der jeweilige Kontraktlogistikanbieter damit kurzfristig nicht ohne weiteres austauschbar.

### Mindestgeschäftsvolumen
Das signifikante Geschäftsvolumen für Kontraktlogistikdienstleistungen beträgt mindestens eine Größenordnung von 0,5 bis 1,0 Mio. € p. a., wobei vereinzelt auch kleinere Projekte im Bereich strategisch bedeutsamer Geschäfte liegen können. Die Projektvolumina sind insgesamt sehr heterogen und können in Ausnahmefällen auch mehrere hundert Millionen Euro oder mehr umfassen.

### Langfristige vertragliche Absicherung der Geschäftsbeziehung
In der Kontraktlogistik wird im Unterschied zu „Transaktions“-basierten Geschäftsbeziehungen, die jederzeit abgebrochen werden können, die Partnerschaft mit den damit verbundenen Rechten und Pflichten beider Parteien durch einen schriftlichen Vertrag fixiert. Hierbei beträgt die Mindestlaufzeit für Kontraktlogistikdienstleistungen etwa ein Jahr. In der Praxis liegt die Laufzeit eines Kontrakts typischerweise zwischen 3 und 5 Jahren. In der anglo-amerikanischen Literatur wird im Zusammenhang mit Kontraktlogistikdienstleistungen von 3PL (Third Party Logistics) gesprochen, wenngleich hierunter häufig auch die standardisierten Leistungen der internationalen Spedition fallen.
Die Kontraktlogistik wird häufig als Königsdisziplin der Logistikdienstleistungsbranche bezeichnet – nicht zuletzt aufgrund der hohen Anforderungen, die an die Verlader und Dienstleister insbesondere in den Phasen der Projektanbahnung und Implementierung gestellt werden. Auch aufgrund des hohen Marktpotenzials mit 81 Mrd. € in Deutschland (geschätzt für das Jahr 2008), von denen bislang erst weniger als 30 % an externe Dienstleister vergeben sind und aufgrund der hohen Wachstumsraten stellt die Kontraktlogistik ein besonders vielversprechendes Geschäftsfeld für die Logistikdienstleistungswirtschaft dar. Die Gewinner in diesem Markt sind Speditions- und Logistikunternehmen, die sich auf Branchenlösungen spezialisiert haben und dabei ihre Distributionszentren und Transportnetze nutzen. Die Kontraktlogistik bietet vor allem auch mittelständischen Anbietern durch ihre meist kürzeren Entscheidungswege und durch ihre hohe Flexibilität bei der Etablierung individueller und stabiler Logistiksysteme erhebliche Chancen am Markt.
Vertrauen ist bei komplexen Dienstleistungen wie der Kontraktlogistik ein extrem wichtiger Erfolgsfaktor. Aufgrund der Komplexität lässt sich ein Dienstleister nicht ohne Weiteres durch einen Neuen ersetzen. Vertrauen meint eigentlich „Vertrauensvorschuss“ in der Hoffnung auf zukünftige Fairness des Vertragspartners. Vertrauen wird benötigt aufgrund der:
- Charakteristik von Dienstleistungen als Vertrauensgut schlechthin (oftmals immateriell, liegt meistens nicht als Muster bzw. Prüfgut vor, hinsichtlich des Leistungserfolges besteht eine externe Faktorabhängigkeit bezüglich der Mitwirkung des Kunden)
- Unmöglichkeit der Antizipation zukünftiger Bedingungskonstellationen (unvollständige Kasuistik von Verträgen)
- Notwendigkeit zur Komplexitätsreduzierung
- asymmetrischen Informationsverteilung nach Fremdvergabe
- Gefahr opportunistischer Ausnutzung von Kontrolldefiziten
- ungleichen Machtposition bei Nachverhandlungen

Nach Kontraktabschluss ist ein Dienstleisterwechsel aufgrund der Spezifität der vereinbarten Leistung nicht ohne weiteres möglich. Auftraggeber befürchten eine sogenannte „Lock-in-Situation“. Angst vor Kontrollverlusten ist die logische Folge, denn der Auftraggeber übergibt durch Outsourcing die Möglichkeit des direkten Einflusses auf Ressourcen und Mitarbeiter an den LDL und beschränkt die eigenen Einflussmöglichkeiten damit radikal.
Dieser Angst kann nur durch eine Mischung aus innovativer Vertragsgestaltung und dem Aufbau von Vertrauenskapital entgegengewirkt werden. Der Auftraggeber muss sich darauf verlassen können, dass der Dienstleister den ihm zuwachsenden Informationsvorsprung nicht einseitig zu seinen Gunsten nutzt. Nicht alle möglichen Eventualitäten können von vornherein durch vertragliche Regelungen abgesichert sein; das Vertrauenskapital ist daher nicht zu unterschätzen und ist als komplementäre Größe zur Vertragsgestaltung zu sehen.
Eine wichtige Zielsetzung ist es also, opportunistisches Verhalten der Vertragspartei möglichst zu verhindern bzw. zu minimieren. Hierzu sind Dienstgütevereinbarungen und Leistungskennzahlen  und Anreizsysteme zu definieren sowie regelmäßige KVP-Besprechungen einzurichten.

## Kontraktlogistikmarkt
Das Marktvolumen für den Kontraktlogistikmarkt wurde vom Weltmarktführer Deutsche Post für das Jahr 2014 mit 176 Mrd. € geschätzt.
| Rang | Unternehmen                          | Umsatz [Mio. USD] |
| ---- | ------------------------------------ | ----------------- |
| 1    | DHL Supply Chain & Global Forwarding | 28.120            |
| 2    | Kühne + Nagel                        | 25.320            |
| 3    | Schenker AG                          | 19.968            |
| 4    | Nippon Express                       | 18.781            |
| 5    | C. H. Robinson Worldwide             | 16.631            |
| 6    | DSV                                  | 12.411            |
| 7    | XPO Logistics                        | 10.850            |
| 8    | Sinotrans                            | 10.549            |
| 9    | UPS Supply Chain Solutions           | 9.814             |
| 10   | J. B. Hunt                           | 8.214             |

| Rang | Unternehmen                        | Firmensitz             | Umsatz in Europa in Mio. EUR |
| ---- | ---------------------------------- | ---------------------- | ---------------------------- |
| 1    | Deutsche Post DHL                  | Deutschland            | 8.380                        |
| 2    | Kühne + Nagel                      | Schweiz                | 3.462                        |
| 3    | A. P. Møller-Mærsk                 | Dänemark               | 2.030                        |
| 4    | Arvato Services                    | Deutschland            | 2.000                        |
| 5    | Wincanton                          | Vereinigtes Königreich | 1.870                        |
| 6    | SNCF                               | Frankreich             | 1.838                        |
| 7    | DB Mobility Logistics              | Deutschland            | 1.808                        |
| 8    | Fiege Stiftung                     | Deutschland            | 1.500                        |
| 9    | Ceva Logistics                     | Vereinigtes Königreich | 1.406                        |
| 10   | Volkswagen Logistics               | Deutschland            | 1.400                        |
| 11   | Norbert Dentressangle              | Frankreich             | 1.234                        |
| 12   | United Parcel Service (UPS Europa) | Belgien                | 1.070                        |
| 13   | Posten Norge (Norway Post)         | Norwegen               | 974                          |
| 14   | Metro Group Logistics              | Deutschland            | 950                          |
| 15   | Panalpina                          | Schweiz                | 714                          |
| 16   | DSV A/S                            | Dänemark               | 652                          |
| 17   | Easydis                            | Frankreich             | 554                          |
| 18   | Dachser                            | Deutschland            | 535                          |
| 19   | HAVI Logistics                     | Deutschland            | 525                          |
| 20   | STEF-TFE                           | Frankreich             | 522                          |

| Rang | Unternehmen          | Umsatz in Europa in Mio. EUR |
| ---- | -------------------- | ---------------------------- |
| 1    | Deutsche Post DHL    | 9.000                        |
| 2    | Schenker AG          | 7.260                        |
| 3    | Kühne + Nagel        | 2.710                        |
| 4    | Dachser              | 2.600                        |
| 5    | Rhenus               | 2.420                        |
| 6    | Volkswagen Logistics | 1.850                        |
| 7    | Hermes Europe        | 1.800                        |
| 8    | DPD Deutschland      | 1.600                        |
| 9    | UPS Deutschland      | 1.550                        |
| 10   | Panalpina            | 1.400                        |